# Dominik Ondřej z Kounic
Dominik Ondřej I. hrabě z Kounic (německy Dominik Andreas I. Graf von Kaunitz; 30. listopadu 1654 Brno – 11. ledna 1705 Vídeň) byl moravský šlechtic, diplomat a státník ve službách Habsburků. Byl zakladatelem mocenského vzestupu moravské linie Kouniců završeného o dvě generace později získáním knížecího titulu (Václav Antonín z Kounic-Rietbergu). Jako úspěšný diplomat se prosadil v Mnichově, Londýně a Haagu, nakonec zastával funkci říšského vicekancléře (1696–1705), v roce 1687 získal Řád zlatého rouna. Na svých panstvích na jižní Moravě a Slovensku proslul jako zadavatel mnoha stavebních zakázek v barokním slohu (Domenico Martinelli), mimo jiné začal budovat zámek ve Slavkově jako hlavní reprezentační sídlo rodu.

## Životopis

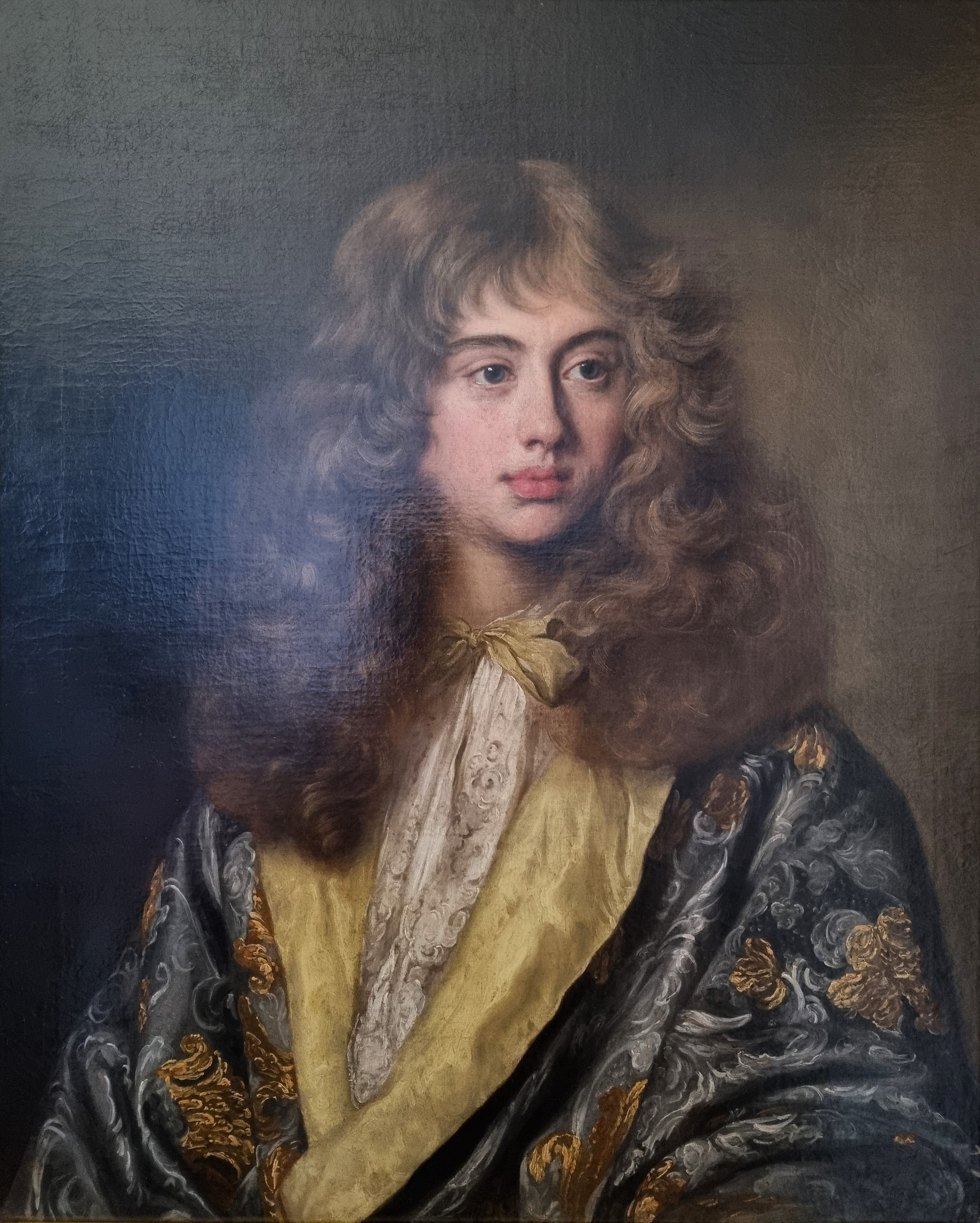
Dominik Ondřej Kounic – Jacob F. Voet

Pocházel ze starého moravského rodu Kouniců, narodil se v Brně jako jediný syn moravského nejvyššího sudího hraběte Lva Viléma z Kounic (1614–1655) a jeho druhé manželky Marie Eleonory z Ditrichštejna (1623–1687), po matce měl vlivné příbuzenské vazby na rod Ditrichštejnů. Ve věku jednoho roku ztratil otce, výchovou a poručnickou správou nad majetkem byla pověřena matka, k níž se později jako spoluporučník připojil její bratr kníže Ferdinand z Ditrichštejna. Ten byl jako vysoce postavený dvořan také patronem počátku Kounicovy diplomatické kariéry. Dominik Ondřej studoval u jezuitů v Brně a Olomouci, na podzim 1671 byl vyslán na kavalírskou cestu, která trvala tři roky. Putování absolvoval v doprovodu hofmistra a pěti osob služebnictva. Cesta začala v Brně, přes rakouské země pokračovala do Itálie, kde Kounic strávil bezmála dva roky. Krátkodobé či delší pobyty v různých městech doplnil studiem na univerzitách, téměř rok žil a studoval v Sieně (říjen 1671 až říjen 1672). Ze Sieny se přesunul do Říma, kde strávil půl roku, podnikl odtud ale i několik výletů (například do Neapole). Během pobytu v Římě obdržel audienci u papeže Klementa X. Přes severní Itálii a Švýcarsko odjel do Francie, kde tři měsíce pobýval v Besançonu a poté strávil půl roku v Paříži. Znovu přes Švýcarsko a německé země se vrátil do Rakouska a v červnu 1674 přijel do Slavkova.

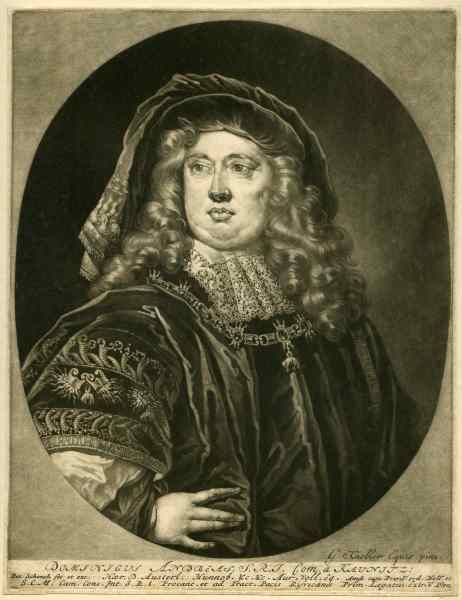
Portrét Dominika Ondřeje z Kounic s dekorací Řádu zlatého rouna (Godfrey Kneller, 1687)

Po návratu z cest v létě 1674 byl prohlášen za plnoletého a téhož roku získal titul císařského komorníka.Poté zahájil kariéru ve státní správě na Moravě, pomohly mu konexe ze strany zmíněného strýce Ferdinanda z Ditrichštejna a také vazby na rod Šternberků získané sňatkem (1675). Od roku 1675 byl přísedícím moravského zemského soudu, později s Ditrichštejnovou podporou získal posty v diplomacii. V letech 1682–1686 pobýval jako císařský vyslanec v Mnichově, kde měl za úkol získat bavorského kurfiřta Maxmiliána Emanuela na stranu Habsburků. To se podařilo a spojenectví bylo stvrzeno sňatkem Maxmiliána Emanuela s arcivévodkyní Marií Antonií, dcerou císaře Leopolda I. Kounic za odměnu získal rozšíření hraběcího titulu pro celou Říši (1683; původní hraběcí titul udělený v roce 1642 platil pouze pro České království) a v roce 1685 byl jmenován císařským tajným radou.

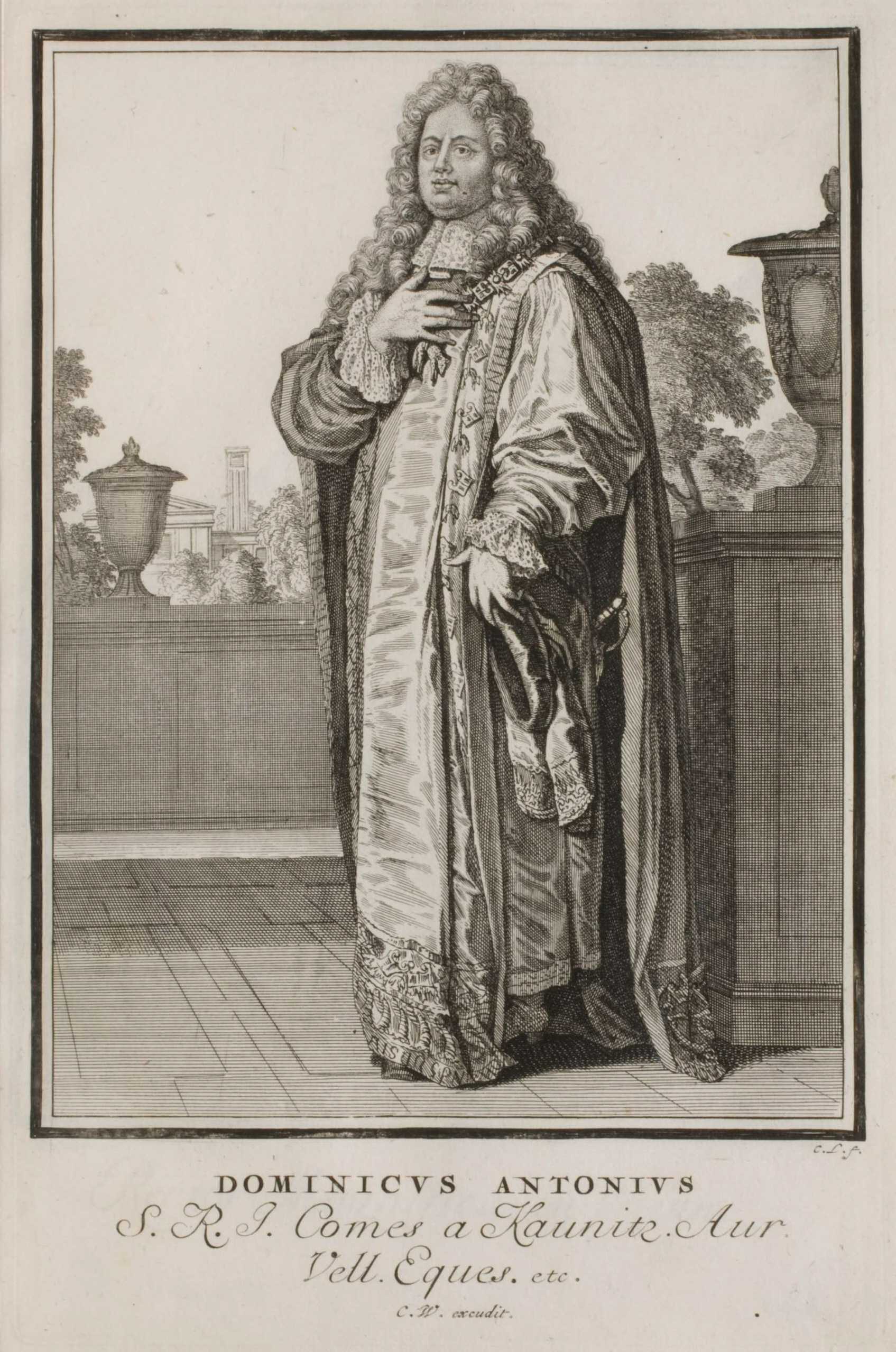
Dominik Ondřej jako říšský místokancléř (rytina, 1703)

V letech 1686–1687 byl císařským vyslancem v Anglii (fakticky do Londýna přijel až v lednu 1687) a téhož roku obdržel Řád zlatého rouna. Poté znovu pobýval v Bavorsku a v roce 1689 uzavřel spojeneckou smlouvu v době začínající devítileté války. Diplomatickými úkoly byl pověřován i v dalších německých zemích, v roce 1691 byl například zástupcem císaře při volbě mohučského arcibiskupa. V letech 1694–1697 byl císařským vyslancem v Haagu a v závěru devítileté války byl hlavním delegátem na mírových jednáních v Rijswijku. Mezitím byl již v červnu 1696 jmenován do funkce říšského vicekancléře, fakticky se úřadování ujal až o rok později po návratu do Vídně. Jako člen Tajné konference s titulem státního ministra (1698) se zařadil mezi důležité císařovy poradce. Na konci vlády Leopolda I. tak patřil k předním osobnostem habsburské monarchie a významným diplomatům v prvních letech války o španělské dědictví.
Zemřel ve Vídni 11. ledna 1705 ve věku padesáti let na mrtvici. Pohřben je v dominikánském kostele sv. Michala v Brně v rodinné hrobce zřízené odkazem jeho otce.

## Majetkové poměry

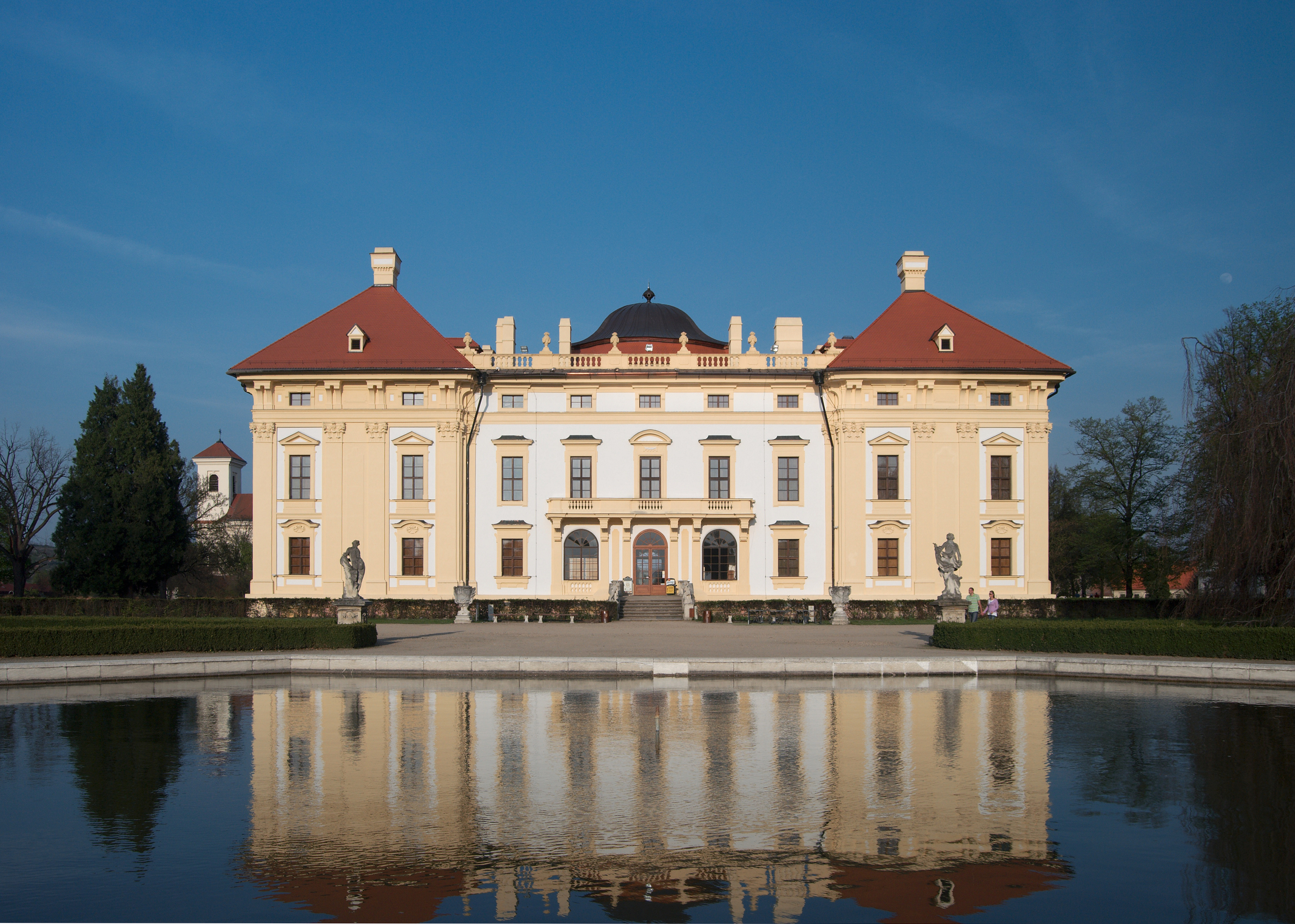
Zámek Slavkov, hlavní rodové sídlo

Po otci zdědil na jižní Moravě panství Slavkov a Uherský Brod, po matce pak v roce 1687 Křižanov. Všechna tři panství rozšiřoval příležitostnými nákupy okolních menších statků. Ke slavkovskému panství přikoupil Letonice (1684) a Lysovice (1685). K Uherskému Brodu získal Velký Ořechov (1687), Bánov (1689) a několik dalších menších statků. Zakoupil také panství Megyer (dnešní Palárikovo) v Uhrách a s císařovým svolením je přejmenoval na Nové Kounice. Poslední velkou akvizicí byl v roce 1702 nákup Strážnice od hrabat Magnisů. Pro nesplnění podmínek kupní smlouvy se však strážnické panství vrátilo později zpět Magnisům. Věnoval pozornost rozvoji hlavních sídelních měst na svých panstvích, Slavkovu a Uherskému Brodu, měšťanům poskytoval finanční úlevy a potvrzoval městská privilegia. Městské radě v Uherském Brodě prodal v roce 1702 jeden ze svých domů na náměstí a tím umožnil výstavbu nové radnice. V duchu merkantilismu se věnoval také podnikání, založil textilní manufakturu ve Slavkově a přispěl k rozvoji železářství v Křižanově. Na svých panstvích na Moravě a v Uhrách proslul také chovem koní v řádech tisíců kusů. Pro potřeby ustájení koní nechal v Uherském Brodě postavit budovu koníren, která je dnes jediným dochovaným torzem plánovaného zámeckého areálu v mnohem větším rozsahu.

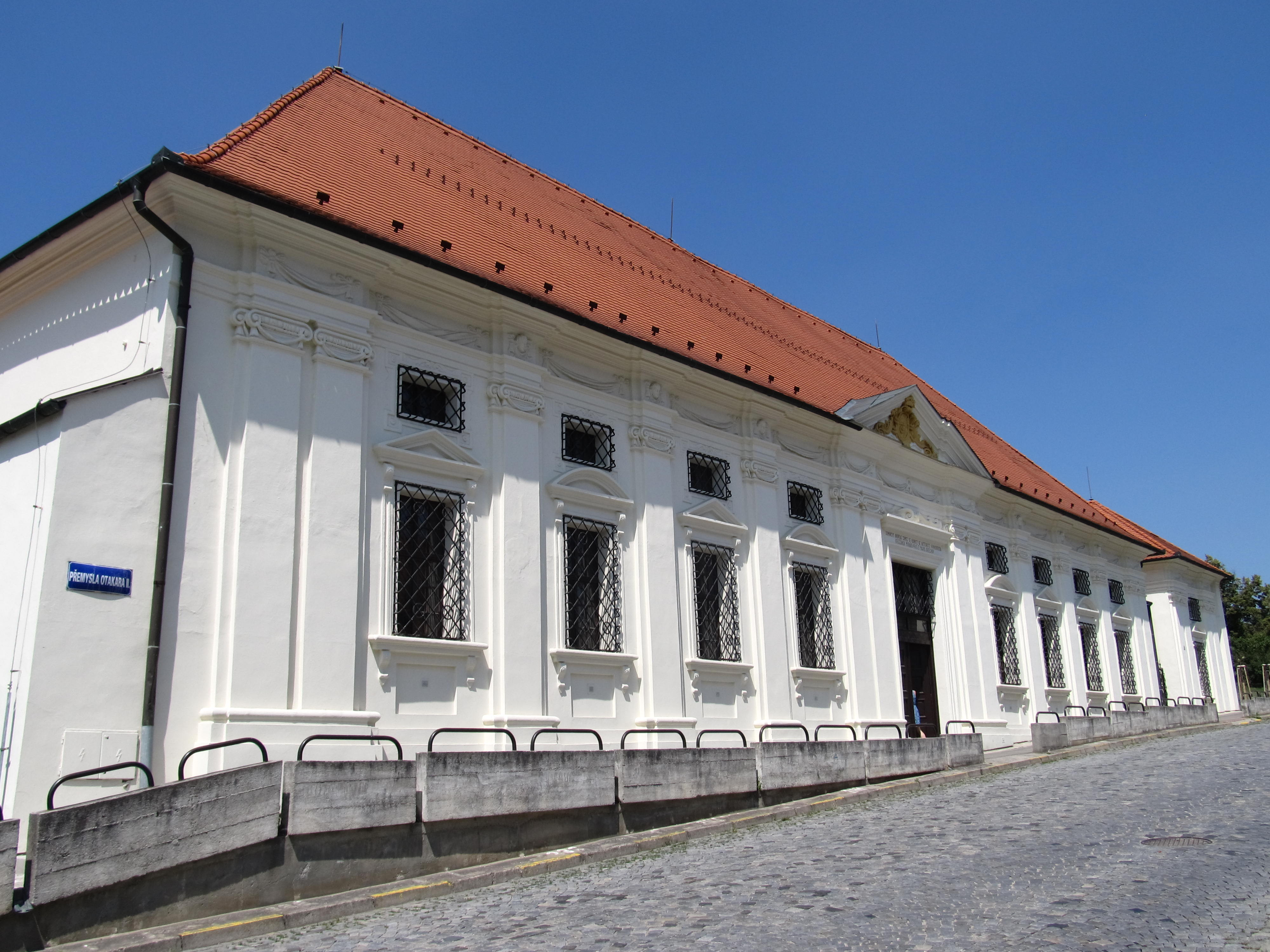
Zámek Uherský Brod

Počátkem 18. století uzavřel rodinnou smlouvu se svým bratrancem Janem Vilémem z Kounic (1656–1721) z české větve. Základním ustanovením této smlouvy bylo vzájemné dědictví majetku v případě vymření jedné z větví (k tomu došlo v roce 1848 po vymření moravské větve). Smlouva byla podmíněna zřízením fideikomisů. Dominik Ondřej založil fideikomis na panstvích Slavkov a Uherský Brod svou poslední vůlí v roce 1705, Jan Vilém zřídil svěřenství v roce 1711 na panstvích Česká Lípa a Nový zámek.
Na svých majetcích rozvinul Dominik Ondřej rozsáhlou stavební činnost, která je spojena především s osobností architekta Domenica Martinelliho. S ním se Kounic seznámil v Itálii a kolem roku 1690 jej pozval na Moravu, stali se z nich dlouholetí přátelé. Na kounicovských panstvích realizoval Martinelli řadu staveb různého charakteru, sakrální, hospodářské a také rezidenční. Na slavkovském panství projektoval kostel sv. Mikuláše v Letonicích nebo kostel sv. Maří Magdalény v Rousínově. Některé Martinelliho projekty byly realizovány až řadu let po jeho smrti (kostel Neposkvrněného početí Panny Marie v Uherském Brodě). V Uherském Brodě zanechal výraznou stopu v podobě přestavby Panského domu v Kaunicově ulici poblíž náměstí a novostavby loveckého zámku známého pod názvem Baráník. Nejvýznamnější Martinelliho prací v Kounicových službách byl projekt reprezentačního zámku ve Slavkově, který odrážel vzrůstající ambice rodu Kouniců. Za života Dominika Ondřeje bylo však postaveno jen západní křídlo, v plném rozsahu byl zámek dokončen až za jeho nástupců Maxmiliána Oldřicha a Václava Antonína.
Byl také mecenášem církevních staveb, spolu s matkou financoval výstavbu kostela sv. Michala s přilehlým dominikánským klášterem v Brně, kde byl později pohřben. Pro kostel Nanebevzetí Panny Marie v Uherském Brodě získal ostatky sv. Justiny, která se pak stala patronkou města.

## Rodina

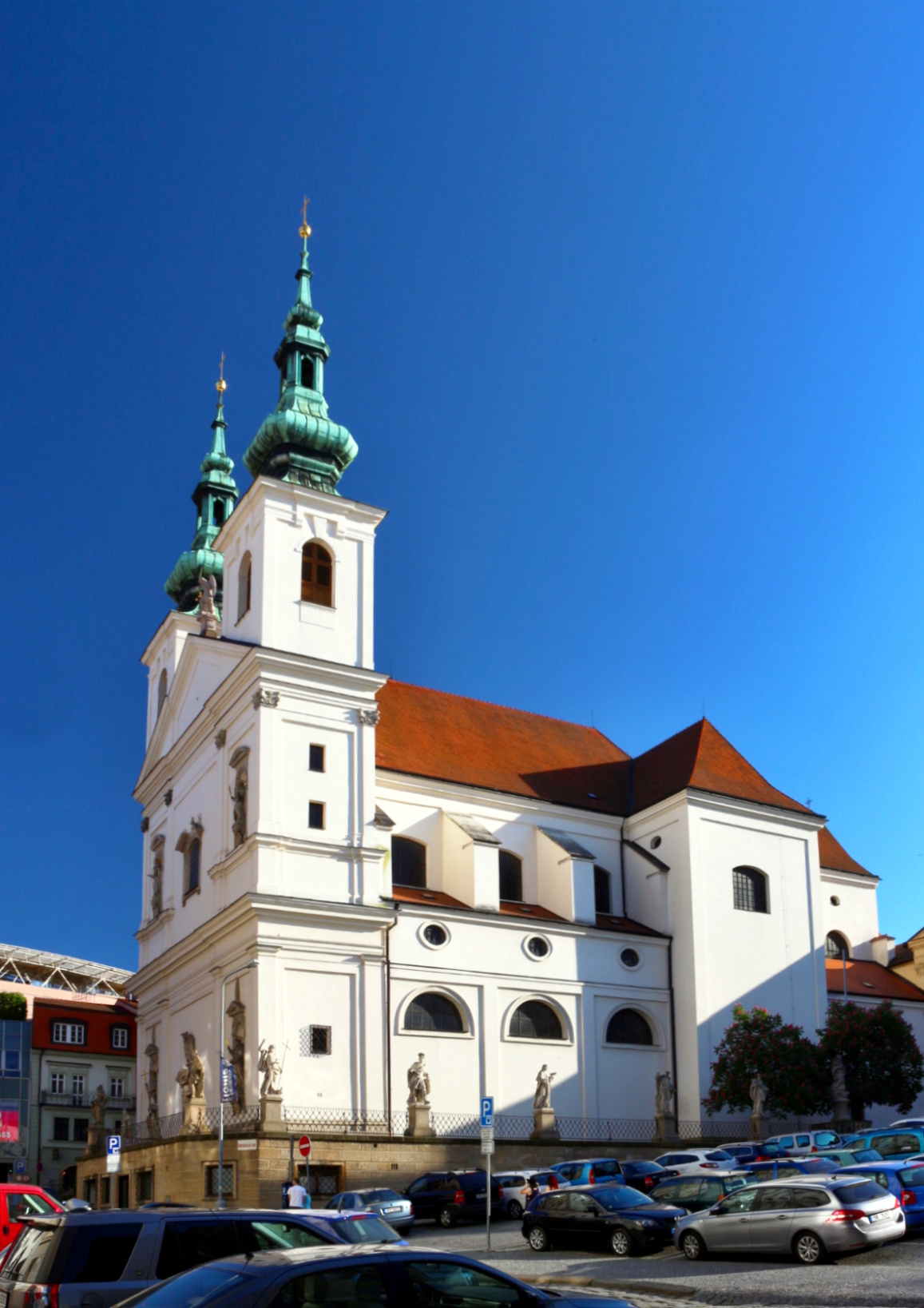
Kostel sv. Michaela v Brně s rodovou hrobkou Kouniců

V roce 1675 se ve Vídni oženil s hraběnkou Marií Eleonorou ze Šternberka (1656–1706), nejstarší dcerou dlouholetého českého nejvyššího purkrabího Adolfa Vratislava ze Šternberka. Marie Eleonora proslula svým šarmem a duchaplností, v Mnichově pomohla svému manželovi získat přízeň bavorského kurfiřta, později zajišťovala finanční půjčky na Dominikovy diplomatické mise. Z jejich manželství vzešlo osm potomků, z nichž tři zemřeli v dětství:
- 1. František Karel Josef (1676–1717), duchovní, kanovník v Pasově, Salzburgu a Olomouci, císařský vyslanec ve Vatikánu 1705–1706, biskup v Lublani 1711–1717 (nároků na rodové dědictví se vzdal po dohodě s mladším bratrem za odstupné 100 000 zlatých a roční rentu ve výši 6 000 zlatých)
- 2. Adolf Vilém Josef (1678–1681)
- 3. Maxmilián Oldřich (1679–1746), císařský tajný rada, diplomat, vyslanec ve Vatikánu, moravský zemský hejtman 1720–1746, ∞ 1699 hraběnka Marie Ernestina Františka z Rietbergu (1687–1758), univerzální dědička říšského hrabství Rietberg
- 4. Leopold Josef (1679–1680)
- 5. Marie Eleonora (1681–1723) ∞ 1699 hrabě František Václav z Trauttmansdorffu (1677–1753), císařský komorník, majitel panství Litomyšl, Drnholec
- 6. Marie Františka (1684–1685)
- 7. Marie Dominika Antonie (1689–1756) ∞ 1712 hrabě Filip Josef z Orsini-Rosenbergu (1691–1765), císařský tajný rada, komorník, diplomat, vyslanec v Petrohradě, Berlíně, Lisabonu a Benátkách, prezident zemské reprezentace v Dolním Rakousku
- 8. Marie Gabriela Františka (1692–1769) ∞ 1711 hrabě Jan Albert Heister (1686–1746), císařský tajný rada, komorník, polní podmaršál císařské armády, člen Dvorské válečné rady

## Vyobrazení

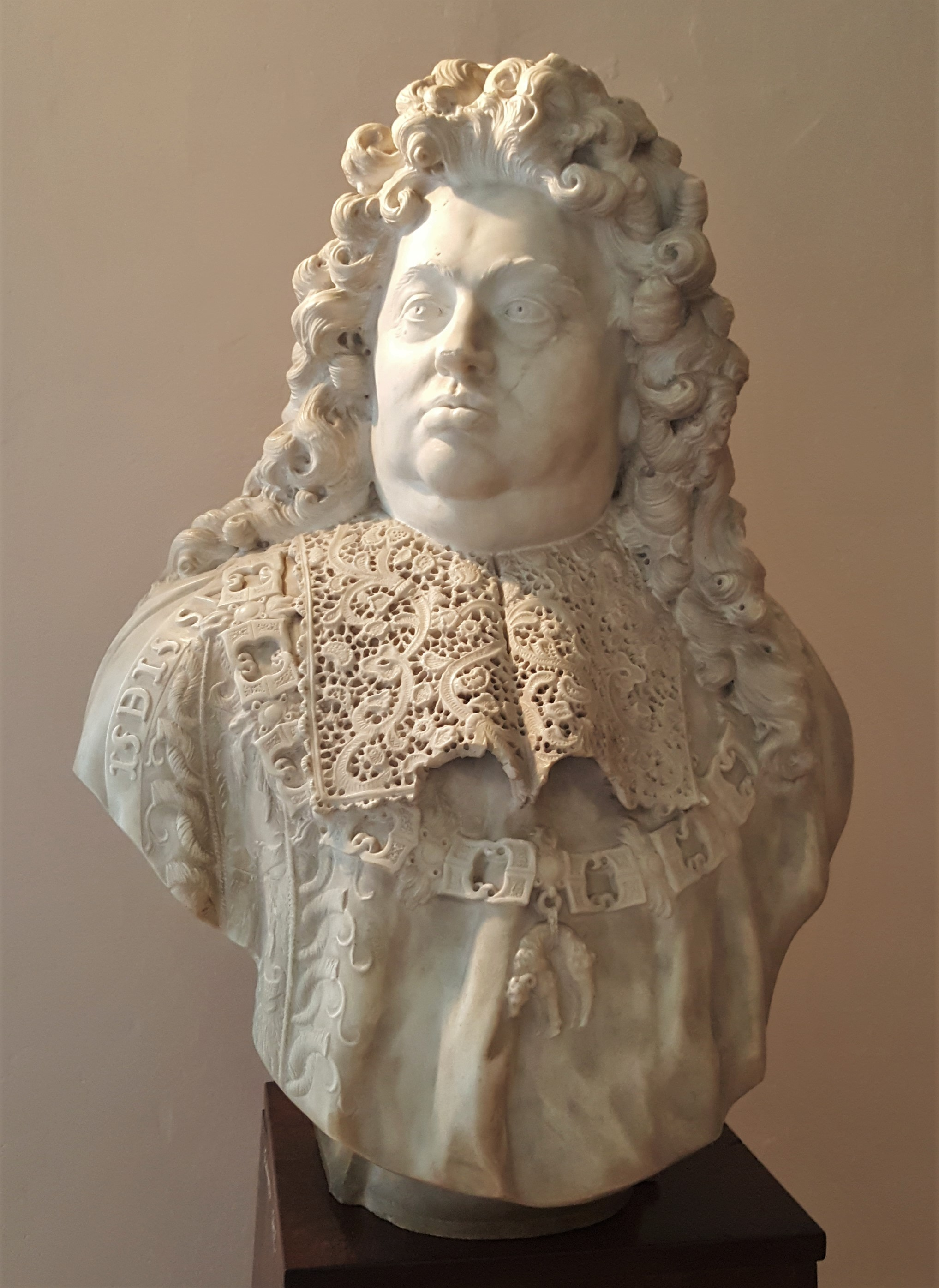
Busta Dominika O. Kounice – Jan Blommendael (1698)

Na zámku ve Slavkově u Brna visí portrét Dominika Ondřeje z Kounic od nizozemského malíře Jacoba Ferdinanda Voeta z roku 1673. Osoba na obraze byla donedávna zaměňována za Dominikova syna Maxmiliána Oldřicha Kounice, který si nechal v roce 1698 namalovat protějšek u francouzského dvorního malíře Hyacintha Rigauda. Voetův portrét bývá často publikován v literatuře jako mistrovské dílo barokního portrétního malířství konce 17. století.
Na slavkovském zámku je také vystavena mramorová busta, kterou v Haagu pro hraběte v roce 1698 podle portrétu Franciska de Cock (1643–1709) vytvořil sochař Jan Blommendael (1650–1707), žák Rombouta Verhulsta (1624–1698). Busta, která vznikla v souvislosti s jmenováním hraběte říšským vicekancléřem, měří 72 cm. Na hrudi má hrabě připnutý Řád zlatého rouna a krajka na krku je jemně propracovaná.